# Escaphiella bolivar
Escaphiella bolivar là một loài nhện trong họ Oonopidae.
Loài này thuộc chi Escaphiella. Escaphiella bolivar được miêu tả năm 2009 bởi Norman I. Platnick & Dupérré.